# ベル・パウリー
ベル・パウリー（Bel Powley、1992年3月7日 - ）は、イギリスの女優である。

## キャリア
パウリーは1992年3月7日、ロンドンのシェパーズ・ブッシュで生まれた。父親のマーク・パウリーは俳優で、母親のジャニス・ジャッファはキャスティング監督である。パウリーは男女共学のホランド・パーク中等教育学校を卒業した。
2007年、パウリーは全26話の子供向けSFテレビドラマ『M.I. High』で主演を務めた。この作品を皮切りに、テレビドラマに出演するようになった。
2009年3月、パウリーはロイヤルコート劇場で上演された『Tusk Tusk』でマギーを演じ、舞台デビューを果たした。2011年には、エセル・バリモア劇場で上演された『Arcadia』でトマシナを演じ、ブロードウェイデビューを果たした。これ以降も、パウリーはたびたび舞台に出演している。
パウリーは歴史の勉強をするために、マンチェスター大学に籍を置いていた。2010年に大学側が学費の値上げを強行したときには、パウリーも一般の大学生の抗議デモに加わった。
2015年には、映画『ミニー・ゲッツの秘密』で主演を務め、第25回ゴッサム・インディペンデント映画賞の女優賞を受賞するなど、高い評価を受けた。

## 出演作品

### 映画
| 公開 | 原題                                                       | 役名     | 備考 | 吹き替え |
| ---- | ---------------------------------------------------------- | -------- | ---- | -------- |
| 2015 | ミニー・ゲッツの秘密 The Diary of a Teenage Girl           |          |      |          |
| 2015 | ロスト・エモーション Equals                                |          |      |          |
| 2015 | ロイヤル・ナイト 英国王女の秘密の外出 A Royal Night Out    |          |      |          |
| 2016 | マイ・プレシャス・リスト Carrie Pilby                      |          |      |          |
| 2016 | ザ・インターセクションズ Detour                            |          |      |          |
| 2017 | メアリーの総て Mary Shelley                                |          |      |          |
| 2018 | ワイルドリング 覚醒する少女 Wildling                       |          |      |          |
| 2018 | ホワイト・ボーイ・リック White Boy Rick                    |          |      |          |
| 2020 | キング・オブ・スタテンアイランド The King of Staten Island | ケルシー |      |          |

### テレビドラマ
| 公開      | 原題                                                                      | 役名 | 吹き替え | 備考         |
| --------- | ------------------------------------------------------------------------- | ---- | -------- | ------------ |
| 2007-2008 | M.I. High                                                                 |      |          | 計26話に出演 |
| 2009      | 殺人の足跡~マーダーランド~ Murderland                                     |      |          |              |
| 2022      | ミレニアル・ガールズ～ロンドン無計画ライフ～ Everything I Know About Love |      |          | [ 9 ]        |
| 2023      | 正義の異邦人：ミープとアンネの日記 A Small Light                          |      |          | [ 10 ]       |
| 2024      | マスターズ・オブ・ザ・エアー Sandra Wesgate                               |      |          | [ 11 ]       |